# مخترع تطبيقات أندرويد

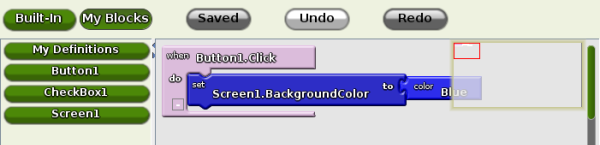
محرر أكواد مخترع تطبيقات الأندرويد كلاسيك. محرر التطبيقات الكلاسيكية

مخترع تطبيقات الأندرويد (بالإنجليزية: App Inventor for Android)‏ هي بيئة تطوير متكاملة لتطبيق الويب تم توفيرها في الأصل بواسطة جوجل، ويتم صيانتها الآن بواسطة معهد ماساتشوستس للتكنولوجيا. يسمح للقادمين الجدد لبرمجة الحاسوب بإنشاء برامج تطبيقية (تطبيقات) لنظامي تشغيل: أندرويد وآي أو إس، اعتبارًا من 8 يوليو 2019، في الاختبار التجريبي النهائي. إنه برنامج حر ومفتوح المصدر تم إصداره بموجب ترخيص مزدوج: ترخيص إسناد المشاع الإبداعي شارك بالمثل 3.0 ترخيص غير مستورد، ورخصة أباتشي 2.0 لكود المصدر.
يستخدم واجهة مستخدم رسومية تشبه إلى حد بعيد لغات البرمجة سكراتش (لغة البرمجة) وستار لوجو، والتي تتيح للمستخدمين سحب وإسقاط الكائنات المرئية لإنشاء تطبيق يمكن تشغيله على أجهزة أندرويد، بينما رفيق مخترع تطبيقات الأندرويد (البرنامج الذي يسمح للتطبيق بالتشغيل والتصحيح) الذي يعمل على الأجهزة التي تعمل بنظام آي أو إس لا يزال قيد التطوير.
يعتمد مخترع تطبيقات الأندرويد والمشاريع الأخرى على نظريات التعلم البنائية، والتي تؤكد على أن البرمجة يمكن أن تكون وسيلة لإشراك الأفكار القوية من خلال التعلم النشط. على هذا النحو، فهو جزء من حركة مستمرة في أجهزة الحاسوب والتعليم التي بدأت مع عمل سيمور بابيرت ومجموعة مجموعة شعار معهد ماساتشوستس للتكنولوجيا في الستينيات، وتجلى أيضًا في عمل ميتشل ريسنيك على ليقو منيدستورمز أر سي إكس وستار لوجو.
يدعم مخترع تطبيقات الأندرويد أيضًا استخدام البيانات السحابية عبر مكون قاعدة بيانات Firebase # Firebase في الوقت الحالي التجريبي.

## التاريخ
تم توفير التطبيق من خلال الطلب في 12 يوليو 2010، وتم إصداره للجمهور في 15 ديسمبر 2010. قاد فريق مخترع تطبيقات الأندرويد هال أبيلسون ومارك فريدمان. في النصف الثاني من عام 2011، أصدرت جوجل شفرة المصدر، وأنهت خادمها، وقدمت التمويل لإنشاء مركز معهد ماساتشوستس للتكنولوجيا للتعلم عبر الأجهزة المحمولة، بقيادة مبتكر التطبيق هال أبيلسون وزملاؤه أساتذة معهد ماساتشوستس للتكنولوجيا إريك كلوبفر وميتشل ريسنيك. تم إطلاق إصدار معهد ماساتشوستس للتكنولوجيا في مارس 2012.
في 6 كانون الأول (ديسمبر) 2013 (بداية ساعة البرمجة)، أصدر معهد ماساتشوستس للتكنولوجيا مخترع تطبيقات الأندرويد 2، وأعاد تسمية الإصدار الأصلي «مخترع تطبيقات الأندرويد كلاسيك». الاختلافات الرئيسية هي:
- تم تشغيل محرر الأكواد في الإصدار الأصلي في عملية جافا منفصلة، باستخدام مكتبة فتح أكواد جافا لإنشاء كيانات مرئية بلغات البرمجة.

يتم توزيع أكواد مفتوحة بواسطة برنامج شيلر لتعليم المعلمين (ستيب) التابع لمعهد ماساتشوستس للتكنولوجيا وهو مشتق من بحث أطروحة الماجستير بواسطة ريكاروز روكي. دعم البروفيسور إريك كلوبفر ودانييل ويندل من برنامج شيلر توزيع الأكواد المفتوحة بموجب ترخيص معهد ماساتشوستس للتكنولوجيا. ترتبط البرمجة المرئية للأكواد المفتوحة ارتباطًا وثيقًا بستار لونج، وهو مشروع ستيب، و
سكراتش، وهو مشروع لمجموعة روضة أطفال مدى الحياة التابعة لمختبر معهد ماساتشوستس للتكنولوجيا الإعلامي بقيادة ميتشل ريسنيك. استبدل مخترع تطبيقات الأندرويد 2 الأكواد المفتوحة ببلوكلي، وهو محرر أكواد يعمل داخل متصفح الويب.
يتيح تطبيق معهد ماساتشوستس للتكنولوجيا AI2 رفيق تصحيح الأخطاء في الوقت الفعلي على الأجهزة المتصلة عبر واي-فاي أو يو إس بي. بالإضافة إلى ذلك، يمكن للمستخدم استخدام محاكي «على الحاسوب» متاح لأنظمة ويندوز وماك أو إس ولينكس.

## وصلات خارجية
- صفحة البرنامج